# Alismataceae
Le Alismatacee (Alismataceae Vent.) sono una famiglia di angiosperme dell'ordine Alismatales.

## Descrizione
Gran parte delle Alismataceae sono robuste piante perenni, ma alcune possono essere annuali o perenni secondo le condizioni dell'acqua: esse sono normalmente perenni nelle acque permanenti, annuali in condizioni più stagionali, ma vi sono eccezioni.
Il loro fusto è tipo cormo o stolonifero. Le foglie giovani o sommerse sono spesso lineari, mentre quelle più "mature" ed emerse possono essere ovali o sagittate. La maggior parte ha distinti piccioli, con una base inguainata.
L'infiorescenza è complessa, con spirali di rami, sebbene alcune sono tipo ombrella e altre fanno fiori solitari. I fiori sono regolari, bisessuali o unisessuali. Vi sono tre sepali che generalmente rimangono nel frutto. Tre petali, generalmente cospicui, bianchi, rosa e porpora, occasionalmente con chiazze gialle o purpuree. I petali raramente durano più di un giorno.
In Burnatia e in Wiesneria i petali sono minuti e anche occasionalmente assenti nei fiori femminili. Gli stami sono 3, 6, 9 o numerosi. L'ovario è superiore, comprendente da 3 a numerosi carpelli in una spirale o in una testa a grappolo. Ogni carpello contiene 1 (o 2) ovuli anatropi.
Il frutto è un achenio (escluso in Damasonium). I semi non hanno endosperma e un embrione curvo o ripiegato.

## Distribuzione e habitat
La famiglia è presente in tutto il mondo, con una distribuzione maggiore nelle regioni temperate dell'emisfero boreale. La maggior parte delle specie sono piante acquatiche erbacee che crescono nelle paludi e negli stagni.

## Tassonomia
La famiglia comprende i seguenti generi:
- Albidella Pichon
- Alisma L.
- Aquarius Christenh. & Byng
- Astonia S.W.L.Jacobs
- Baldellia Parl.
- Burnatia Micheli
- Butomopsis Kunth
- Caldesia Parl.
- Damasonium Mill.
- Echinodorus Rich. ex Engelm.
- Helanthium (Benth. & Hook.f.) Engelm. ex J.G.Sm.
- Hydrocleys Rich.
- Limnocharis Bonpl.
- Limnophyton Miq.
- Luronium Raf.
- Ranalisma Stapf
- Sagittaria Ruppius ex L.
- Wiesneria Micheli

## Coltivazioni e usi

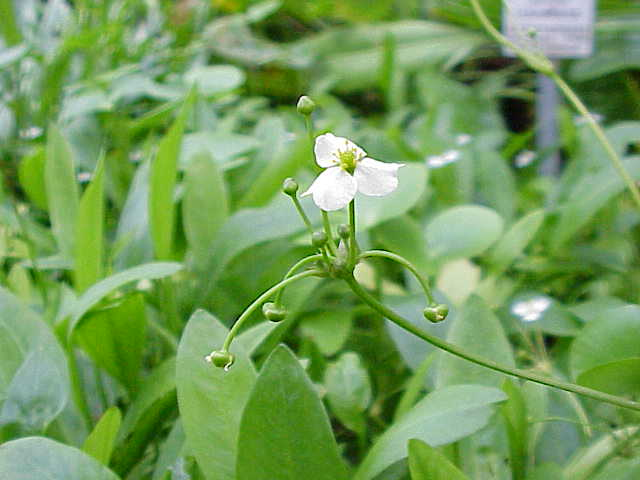
Echinodorus isthmicus

Molte specie, in particolare il genere Sagittaria, hanno i rizomi eduli, coltivati nell'Asia meridionale e in quella orientale, sia come cibo umano che come mangime per animali. Costituivano cibo per le popolazioni indigene del Nordamerica. La gran parte costituisce cibo per animali selvatici. Alcune piante sono coltivate come piante ornamentali nei giardini acquatici. Le foglie e i boccioli dei fiori vengono mangiati nell'Asia sud-orientale come "vegetali dei poveri".